# Montiel
Pour les articles homonymes, voir Montiel (homonymie).
Montiel est une commune d'Espagne de la province de Ciudad Real dans la communauté autonome de Castille-La Manche.

## Histoire
En 1369, Montiel, dominée par le château de l'Étoile, est le théâtre de la bataille qui porte son nom, à l'issue de laquelle Henri de Trastamare assisté de Bertrand du Guesclin et des siens défait Pierre le Cruel et le remplace sur le trône de Castille.
L'épisode est relaté par Alexandre Dumas dans son roman Le Bâtard de Mauléon.

## Administration
| Période                                  | Période | Identité | Étiquette | Qualité |
| ---------------------------------------- | ------- | -------- | --------- | ------- |
|                                          |         |          |           |         |
| Les données manquantes sont à compléter. |         |          |           |         |